# Фокер T.IX
Фокер T.IX је бомбардерски авион направљен у Холандији. Авион је први пут полетео 1939. године. Био је први холандски авион потпуно металне конструкције.

## Пројектовање и развој
Пројектовање авиона Фокер T.IX је започето 1938. године на захтев ваздухопловства Холандске источне Индије која је хтела да замени своје дотрајале бомбардере Мартин. Авион је замишљен као први пројекат потпуно металног бомбардера компаније Фокер. Био је то моноплан средњег конзолног крила са двоструким верикалним стабилизаторима и кормилима правца, стајним трапом који се може увлачити у току лета авиона. Авион су покретала два радијална ваздухом хлађена мотора Бристол Херцулес са 14 цилиндара (дупла звезда) снаге 1.375 KS (1.025 kW) смештених на крилима и трокраке металне елисе. T.IX је први пут полетео 11. септембра 1939, али је у априлу 1940. током тестирања оштећен када је ударио у врата хангара. Наредна немачка инвазија на Холандију (10. мај.1940.) зауставила је поправку и даљи развој овог авиона.

## Технички опис
Труп авиона је облог попречног пресека. Носећа структура авииона је момокок конструкција са ребрима и уздужним везама од дуралуминијума и облогом од алуминијумског лима. Елементи носеће структуре авиона су међусобно спојени закивцима. Труп авиона је направљен као центроплан, труп авиона и део крила са гондолама мотора чине једну целину на коју се везују полукрила. У кљјуну авиона је смештен навигатор који је уједно тобђија јер управља топом калибра 20 мм. Изнад њега се налази пилотска кабина у којој је пилот радио-телеграфиста и горњи стрелац са удвојеним митраљезом којим штити задњу горњу сферу авиона. У трупу авиона се на поду налази отвор кроз који је пуцао доњи стрелац чији је задатак заштита доње сфере авиона. У трупу се налази бомболук у кога се може сместити 2 тоне бомби различитих калибара.
У гондолама на крилима су смештени мотори, резервоари и хладњаци за уље и сви остали уређаји и инсталације неопходне за правилан рад мотора. Мотори су радијални, ваздухом хлађени Bristol Hercules са 14 цилиндара распоређених у две звезде са по 7 цилинадара. Снага ових мотора је 1.025 kW сваки. На вратилу ових мотора су наглављене трокраке металне елисе променљивог корака. Мотори су обложени капотажом са клапнама које обезбеђују оптимално хлађење мотора, регулацијом ваздушне струје око цилиндара мотора.
Крила су потпуно металне конструкције са две рамењаче и металним ребрима. Крила су трапезастог облика са заобљеним крајем велике су дебљине тако да се у њихове шупљине могу сместити резервоари за гориво и сви потребни уређаји и инсталације неопходни за управљање авионом и моторима. Облога крила је од алуминијумског лима закивцима причвршћена за носећу конструкцију крила. У гондолама крила су смештени мотори а у простор иза мотора се увлаче точкови и ноге стајног трапа за време лета. Крила су опремљена крилцима (елронима) и закрилцима. Њихова конструкција је исто као и крила носећа конструкција од дуралуминијумских елемената а облога од алуминијумског лима причвршћена закивцина. У крила су уграђени рефлекрори и позициона светла на крајевима.
На труп авиона са горње стране је причвршћен један хоризонтални стабилизатор за кога је причвршћено кормило дубине. На крајевима хоризонталног стабилизатора причвршћена су два верикална стабилизатора са кормилима правца. Конструкција и израда свих елемената репа су исти као и крила.
Предњи точкови су везани за конструкцију мотора и у току лета се увлаче у гондолу из мотора. Точкови су опремљени кочницама и нископритисним гумама а ноге стајног трапа уљно пнеуматским амотизерима. Увлачење точкова у гондоле се обавља хидрауличним уређајем. На репу авиона је био постављен самоподесиви точак као трећа ослона тачка авиона. Он се у току лета не увлачи у труп авиона.
Предвиђено је да авион има стрељачко наоружања које се састоји од једног топа на прамцу калибра 20 милиметара и по два удвојена митраљеза за заштиту горње и доње задње сфере авиона. Предвиђено је да авион може да понесе 2.000 kg бомби различитих тежина у трупу авиона или два торпеда. Прототип је тестиран без наоружања.

## Верзије
Авион је направљен само у једном примерку (прототип).

## Оперативно коришћење
Приликом немачке окупације Немци су заробили овај авион однели га у Немачку, подробно га испитали и даља судбина му није позната.

## Земље које су користиле авион
- Холандија